# Pitiriasi rubra pilaris

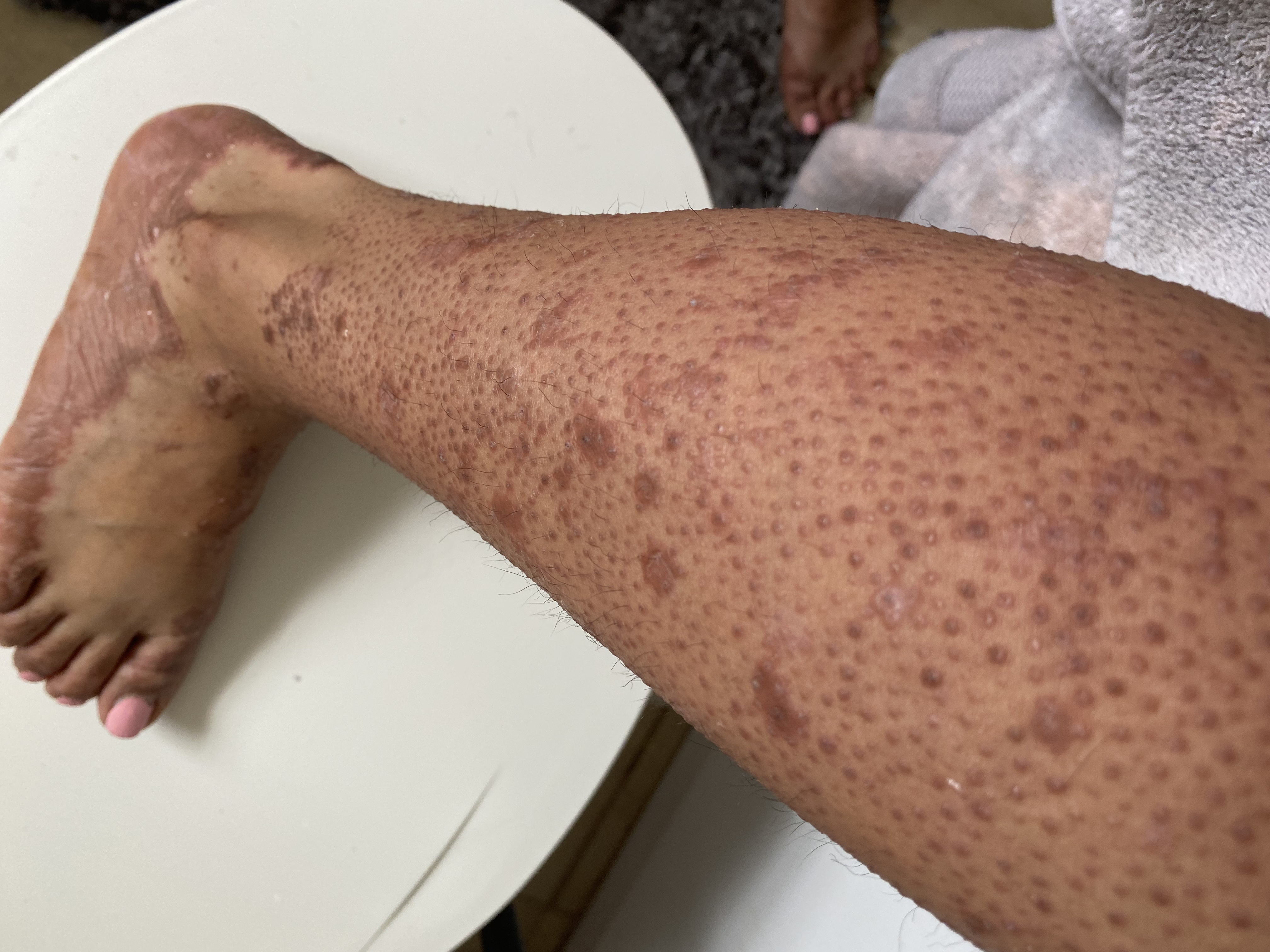
Pitiriasi rubra liaris

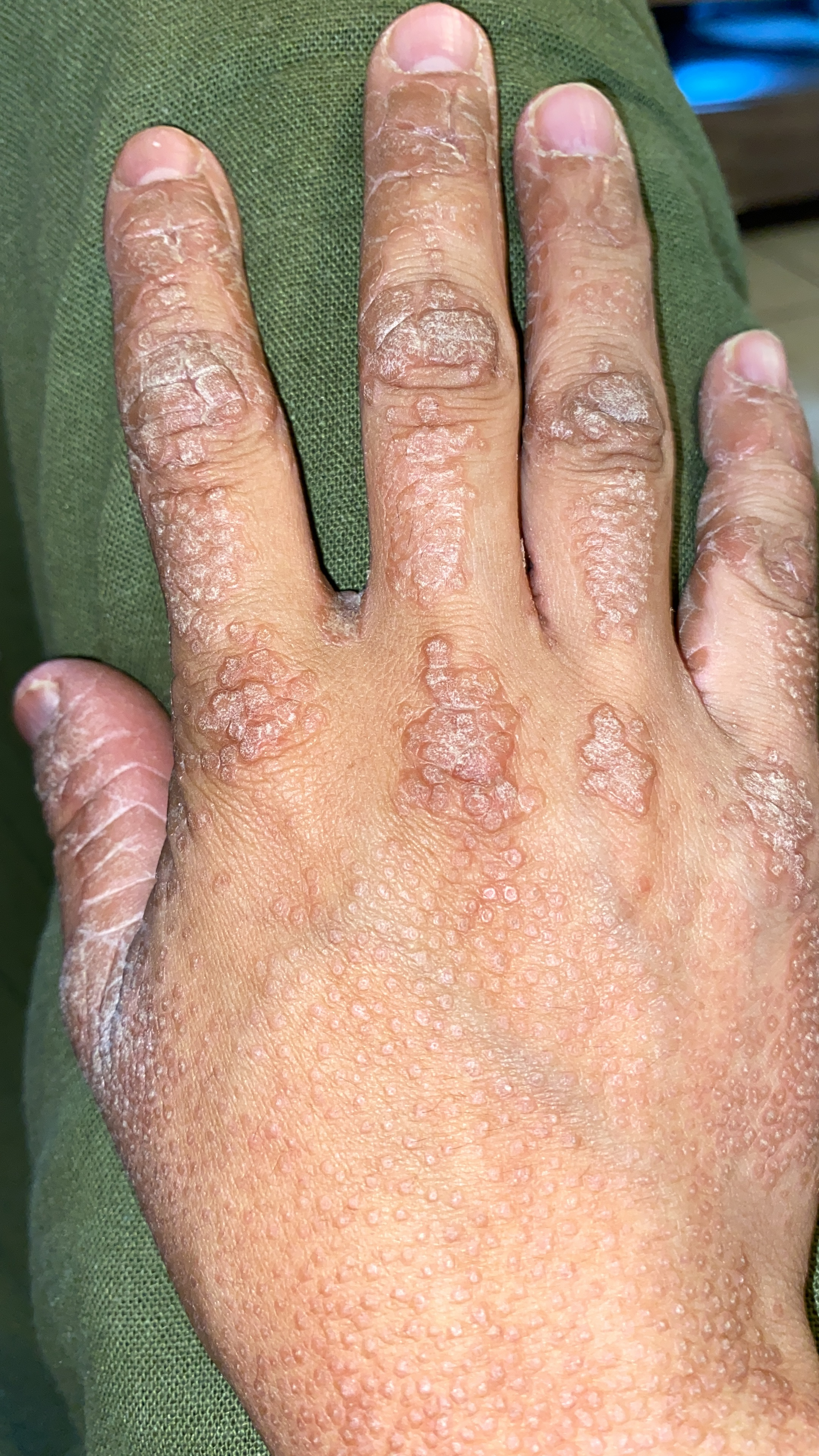
Pitiriasi rubra pilaris - dettaglio mani

La pitiriasi rubra pilaris, o malattia di Devergie, è una rara dermatosi infiammatoria caratterizzata da papule eritematose, desquamazione diffusa e cheratodermia palmo-plantare.

## Epidemiologia e storia
La pitiriasi rubra pilaris fu descritta per la prima volta da Claudius Tarral nel 1828, l'eponimo deriva dal dermatologo francese Marie-Guillaume-Alphonse Devergie che la descrisse nel 1856 e l'attuale nome è da attribuire a Ernest Besnier (1889).
Ne sono state descritte sei varianti cliniche:
1. la pitiriasi rubra pilaris classica ad esordio nell'età adulta (tipo I): è la forma più comune costituendo circa il 50% dei casi, colpisce pazienti di 40-60 anni con eguale incidenza tra i due sessi;[3]
2. la pitiriasi rubra pilaris atipica ad esordio nell'età adulta (tipo II): costituisce il 5% dei casi;
3. la pitiriasi rubra pilaris classica ad esordio nell'età giovanile (tipo III): è la forma più comune in età giovanile, colpisce prevalentemente bambini di 5-10 anni;
4. la pitiriasi rubra pilaris circoscritta ad esordio nell'età giovanile (tipo IV): costituisce il 25% dei casi, colpisce bambini in età pre-adolescenziale;[4]
5. la pitiriasi rubra pilaris atipica ad insorgenza nell'età giovanile (tipo V): costituisce il 5% dei casi ed è spesso familiare;[5]
6. la pitiriasi rubra pilaris correlata ad HIV (tipo VI): è una forma associata ad infezione da HIV con caratteristiche simili alla variante classica con esordio in età adulta (tipo I).[6]

La pitiriasi rubra è una malattia poco comune con un'incidenza inferiore ad 1/5.000 abitanti. Interessa allo stesso modo pazienti di entrambi i sessi nella prima e nella quinta decade. La rara forma familiare insorge nella prima infanzia. La forma familiare di pitirasi rubra pilare (tipo V) è a trasmissione autosomica dominante, provocata da mutazioni gain of function nel gene CARD14 (Caspase recruitment domain-containing protein 14), che codifica per una proteina attivatrice della via di segnalazione di NF-κB, coinvolta nei processi di infiammazione. Nelle forme sporadiche questa mutazione è rara e vi è associazione con infezioni streptococciche nel bambino e HIV.

## Eziologia
In generale l'eziologia della PRP rimane incerta. Sono state segnalate eruzioni simili alla PRP associate a determinati farmaci, in particolare ponatinib e altri inibitori della chinasi. Sebbene vi siano correlazioni temporali con infezioni virali, vaccinazioni, traumi e altre malattie, queste associazioni non sono costanti, rendendo difficile distinguere la correlazione dalla causalità. Inoltre, alcuni casi hanno evidenziato un legame tra PRP e tumori maligni, sebbene le manifestazioni cutanee in questi pazienti tendano ad essere atipiche e la gamma di tumori associati sia variabile.

## Patogenesi
Come la psoriasi, la PRP classica è caratterizzata dall'attivazione delle vie infiammatorie Th17/IL23. Studi su modelli murini transgenici che replicano le variazioni genetiche epidermiche di CARD14 hanno dimostrato che queste inducono l'attivazione di NFkB e della via IL23-IL17A, indicando che la PRP genetica e sporadica condividono meccanismi infiammatori simili. Inoltre, l'analisi trascrittomica della pelle di pazienti affetti da PRP e psoriasi ha mostrato una completa sovrapposizione nei geni disregolati, confermando ulteriormente la comunanza nella fisiopatologia delle due malattie.

## Anatomia patologica
La PRP si manifesta con acantosi psoriasiforme irregolare dell'epidermide e un caratteristico motivo a scacchiera di paracheratosi, con alternanza verticale e orizzontale di orto- e paracheratosi. È comune osservare tappi follicolari con paracheratosi periferica. Alcuni elementi distintivi rispetto alla psoriasi includono:
- placche suprapapillari spesse invece che sottili,
- assenza di neutrofili nello strato corneo,
- strato granulare normale o ispessito sotto le aree di paracheratosi.

Altri reperti istologici variabili possono includere:
- infiltrati linfocitari perivascolari superficiali,
- spongiosi epidermica lieve,
- eosinofili
- discheratosi acantolitica focale, che può somigliare alla malattia di Grover.

L'acantolisi è presente in meno del 25% dei casi, ma può essere un ulteriore criterio per distinguere la PRP dalla psoriasi.

## Clinica

### Segni e sintomi
Sintomi comuni della pitiriasi rubra pilaris sono placche rosso-arancioni o rosa salmone, desquamanti, ben demarcate, tendenti alla confluenza. Ai gomiti, polsi e talvolta dita delle mani, le placche presentano ipercheratosi follicolari con un aspetto definito "a noce moscata". In alcuni casi possono risultare molto diffuse e dare luogo a eritrodermia con piccole aree di cute indenne dal diametro di pochi centimetri, ben demarcate, note come isole di risparmio.
In generale i sintomi della PRP sono:
- eritrodermia
- prurito intenso
- tensione cutanea
- sensazione di bruciore
- formicolio
- dolore

#### Pitiriasi rubra pilaris di tipo I
Si presenta inizialmente con una chiazza eritematosa e lievemente desquamante al cuoio capelluto, collo, regione cervicale o torace. L'eruzione prosegue nelle settimane successive con la comparsa di altre chiazze e papule eritematose perifollicolari centrate da un tappo cheratosico che tendono a confluire formando chiazze o placche di maggiori dimensioni. Infine compare un eritema rosso-aranciato negli spazi interfollicolari, accompagnato da desquamazione, che si diffonde cranio-caudalmente dando luogo, entro 2-3 mesi, ad una franca eritrodermia interrotta solamente dalle isole di risparmio.
Il quadro è accompagnato da desquamazione furfuracea del capillizio, ipercheratosi palmo-plantare caratterizzata da placche giallo-aranciate, alterazioni ungueali quali ispessimento della lamina ungueale, ipercheratosi subungueale, decolorazione, emorragie a scheggia ma non è presente onicodistrofia. L'eritrodermia causa irritazione e negli anziani può verificarsi edema periferico.

#### Pitiriasi rubra pilaris di tipo II
Presenta le papule eritematose perifollicolari della forma classica, ma la cheratodermia palmo-plantare tende ad essere più rilevante. Non si verifica eritrodermia né progressione dell'eritema in direzione cranio-caudale. Questa variante può presentare lesioni dall'aspetto eczematoso. Si tratta di una forma cronica che può perdurare per diversi anni.

#### Pitiriasi rubra pilaris di tipo III
Le lesioni sono simili a quelle della forma classica (tipo I). La risoluzione è spontanea nel corso di 1-2 anni e raramente recidiva in età adulta.

#### Pitiriasi rubra pilaris di tipo IV
È caratterizzata da placche eritematose ben circoscritte, ipercheratosi follicolari acuminate a noce moscata o a grattugia, così chiamate per la ruvidità al tatto, che si localizzano a gomiti e ginocchia, chiazze eritemato-desquamative sparse che non determinano eritrodermia e spesso cheratodermia palmo-plantare. Il quadro tende alla remissione in età adolescenziale ma può perdurare per molti anni.

#### Pitiriasi rubra pilaris di tipo V
Insorge alla nascita o nella prima infanzia con la classica triade di chiazze eritemato-desquamative, lesioni in papula-placca con ipercheratosi follicolare e cheratodermia palmo-plantare. Mani e piedi possono presentare alterazioni sclerodermiformi.

#### Pitiriasi rubra pilaris di tipo VI
Possibile lo sviluppo di cheratosi filiformi al volto o al tronco. È una variante resistente alle comuni terapie ma può andare in remissione con l'HAART.

### Esami di laboratorio e strumentali
La diagnosi è clinica e può essere avvalorata da una biopsia cutanea.

### Diagnosi differenziale
- Psoriasi
- Sindrome di Sézary
- Linfomi a cellule T
- Eritrocheratodermia variabile
- Malattia di Grover
- Dermatomiosite di tipo Wong
- Sindrome di Bazex
- Micosi fungoide
- Dermatite seborroica
- Dermatite allergica da contatto
- Dermatite atopica
- Reazioni ai farmaci
- Eritrodermia paraneoplastica
- Eritrodermia idiopatica

## Trattamento
I pazienti presentanti eritrodermia devono essere tenuti sotto controllo con una terapia di supporto per evitare complicanze come insufficienza cardiaca, ipotermia, edemi periferici, squilibri elettrolitici e sepsi. La terapia topica è a base di emollienti che aiutano a ridurre la secchezza cutanea e a ripristinarne la barriera. I corticosteroidi topici, il calcipotriolo e il tazarotene tendono a dare risposte transitorie e mostrano scarsa efficacia.
La terapia sistemica più utilizzata è l'acitretina ma si possono utilizzare anche metotrexato o inibitori del TNF-α (etanercept, infliximab o adalimumab); la risposta è variabile e non sono stati effettuati trial su un numero consistente di pazienti. Questi farmaci possono essere anche utilizzati in associazione per aumentarne l'efficacia, al prezzo di una maggiore possibilità di effetti collaterali. L'anticorpo monoclonale ustekinumab, inibitore dell'IL-12 e IL-23, sembra mostrare un'ottima efficacia. Alcuni pazienti rispondono alla fototerapia con UVB o alla fotochemioterapia.

### Prognosi
La PRP non è associata a un aumento del rischio di mortalità, ma ha un impatto significativo sulla morbilità e sulla qualità della vita, soprattutto nei casi più gravi. Nei pazienti con PRP ad esordio spontaneo in età adulta, circa il 50% mostra una risoluzione graduale della malattia nel corso di mesi o anni, con un tempo medio di remissione di circa 3 anni. Una volta risolta, la recidiva è rara. Tuttavia, nel restante 50% dei pazienti può diventare una malattia cronica e permanente.
Secondo studi più datati, la PRP di tipo I ha una probabilità dell'81% di risolversi spontaneamente entro 3 anni, mentre la PRP di tipo II ha solo il 20% di possibilità. Tuttavia, ricerche più recenti suggeriscono che questa distinzione sia meno chiara, poiché la diagnosi di PRP di tipo II si basa su criteri retrospettivi di malattia persistente, rendendo difficile prevedere quali pazienti miglioreranno. Nei bambini con PRP ad esordio precoce, la malattia è spesso associata a variazioni genetiche e tende a essere permanente. Studi pediatrici indicano che il tasso di risoluzione spontanea varia tra il 43% e l'80%.